# Campbell Conference
Die Clarence Campbell Conference war von 1974 bis 1993 neben der Prince of Wales Conference eine der zwei Conferences in der höchsten nordamerikanischen Eishockeyliga, der NHL. Sie enthielt die Hälfte der Teams der NHL und war in zwei Divisions geteilt, die Unterteilung wechselte im Laufe der Jahre.
Mit der Expansion der Liga im Jahr 1993 und der darauffolgenden Neuformation des Ligensystems wurde die Conference von der NHL Western Conference abgelöst. Damit wurden die Namen der NHL-Conferences und Divisions an das im US-Sport vorherrschende System mit geographischen Ligennamen angepasst.
Benannt war die Campbell Conference nach Clarence Campbell, dem ehemaligen Präsidenten der National Hockey League (1946–1977). Der Gewinner der Conference, der bis 1981 im normalen Ligabetrieb, später dann in Play-offs ausgespielt wurde, gewann den Clarence S. Campbell Bowl und qualifizierte sich für das Stanley Cup Finale.

## Divisions
| 1974–1981 - Patrick Division - Smythe Division | 1981–1993 - Norris Division - Smythe Division |

## Meister Campbell Conference
| - 1993 – Los Angeles Kings - 1992 – Chicago Blackhawks - 1991 – Minnesota North Stars - 1990 – Edmonton Oilers - 1989 – Calgary Flames - 1988 – Edmonton Oilers - 1987 – Edmonton Oilers - 1986 – Calgary Flames - 1985 – Edmonton Oilers - 1984 – Edmonton Oilers | - 1983 – Edmonton Oilers - 1982 – Vancouver Canucks - 1981 – New York Islanders - 1980 – Philadelphia Flyers - 1979 – New York Islanders - 1978 – New York Islanders - 1977 – Philadelphia Flyers - 1976 – Philadelphia Flyers - 1975 – Philadelphia Flyers |